# Adalbert Prey
Adalbert Johann Prey, född den 16 oktober 1873 i Wien, död där den 22 december 1949, var en österrikisk astronom och geodet. Han var far till Siegmund Prey.
Prey blev 1909 professor vid Innsbrucks universitet, 1917 professor vid tyska universitetet i Prag och chef för dess observatorium samt 1930 professor i teoretisk astronomi och geodesi vid Wiens universitet. Han forskade bland annat om teorin för isostasin. Bland hans arbeten märks Die Theorie der Isostasie (1925).